# Comuna Stănișești, Bacău
Stănișești este o comună în județul Bacău, Moldova, România, formată din satele Balotești, Belciuneasa, Benești, Crăiești, Gorghești, Slobozia, Slobozia Nouă, Stănișești (reședința) și Văleni.

## Așezare
Comuna se află în estul județului, în valea râului Dobrotfor. Este traversată de șoseaua județeană DJ243B, care o leagă spre vest de Vultureni și Parincea și spre sud-est de Motoșeni și mai departe în județul Vaslui de Coroiești, Ciocani și Bârlad.

## Demografie
Componența etnică a comunei Stănișești
     Români (90,32%)
     Alte etnii (0,03%)
     Necunoscută (9,66%)
Componența confesională a comunei Stănișești
     Ortodocși (88,87%)
     Penticostali (1,17%)
     Alte religii (0,18%)
     Necunoscută (9,78%)
Conform recensământului efectuat în 2021, populația comunei Stănișești se ridică la 3.945 de locuitori, în scădere față de recensământul anterior din 2011, când fuseseră înregistrați 4.514 locuitori. Majoritatea locuitorilor sunt români (90,32%), iar pentru 9,66% nu se cunoaște apartenența etnică. Din punct de vedere confesional, majoritatea locuitorilor sunt ortodocși (88,87%), cu o minoritate de penticostali (1,17%), iar pentru 9,78% nu se cunoaște apartenența confesională.

## Politică și administrație
Comuna Stănișești este administrată de un primar și un consiliu local compus din 13 consilieri. Primarul, Teodor Bogdan Popa[*], de la Partidul Social Democrat, este în funcție din 2008. Începând cu alegerile locale din 2024, consiliul local are următoarea componență pe partide politice:
|  | Partid                          | Consilieri | Componența Consiliului | Componența Consiliului | Componența Consiliului | Componența Consiliului | Componența Consiliului | Componența Consiliului | Componența Consiliului | Componența Consiliului | Componența Consiliului | Componența Consiliului |
|  | ------------------------------- | ---------- | ---------------------- | ---------------------- | ---------------------- | ---------------------- | ---------------------- | ---------------------- | ---------------------- | ---------------------- | ---------------------- | ---------------------- |
|  | Partidul Social Democrat        | 10         |                        |                        |                        |                        |                        |                        |                        |                        |                        |                        |
|  | Partidul Național Liberal       | 2          |                        |                        |                        |                        |                        |                        |                        |                        |                        |                        |
|  | Alianța pentru Unirea Românilor | 1          |                        |                        |                        |                        |                        |                        |                        |                        |                        |                        |

## Istorie
La sfârșitul secolului al XIX-lea, comuna făcea parte din plasa Stănișești a județului Tecuci și era formată din satele Stănișești, Slobozia de Jos și Slobozia de Sus, cu 1923 de locuitori. În comună existau două școli (una înființată în 1865 la Stănișești și o a doua înființată în 1882 la Slobozia de Sus) și trei biserici ortodoxe, dintre care două la Stănișești: una zidită în 1793 și alta realizată în 1810 de Sandu Polcovnicul și reparată în 1868 de A. Papadopol. La acea vreme, pe teritoriul actual al comunei mai funcționa, în aceeași plasă, și comuna Crăiești, formată din satele Belciuneasa, Benești, Crăiești și Valea Babei, având în total 1535 de locuitori. Existau și aici o moară cu aburi, patru mori de vânt, două școli (una cu 42 de elevi, dintre care o fată, deschisă în 1864 la Crăiești; și una cu 51 de elevi, dintre care o fată, înființată în 1892 la Benești) și două biserici (la Benești și Crăiești).
Anuarul Socec din 1925 consemnează comuna Stănișești în plasa Podu Turcului a aceluiași județ, având aceeași alcătuire; comuna Crăești este consemnată în 1931 sub denumirea de Benești, având în compunere satele Benești, Belciuneasa, Căptăleni, Crăești, Fundătura, Gura Crăești, Mohorâți, Negoaia, Țepoaia și Valea Babei.
În 1950, cele două comune au trecut în administrarea raionului Răchitoasa din regiunea Bârlad apoi (după 1956) din regiunea Bacău și (după 1960) raionului Adjud din regiunea Bacău. În 1968, ele au trecut la județul Bacău, iar comuna Benești a fost desființată, și comuna Stănișești a căpătat alcătuirea actuală. Tot atunci, satele Slobozia de Jos și Slobozia de Sus au fost comasate pentru a forma satul Slobozia.

## Monumente istorice
Două obiective din comuna Stănișești sunt incluse în lista monumentelor istorice din județul Bacău ca monumente de interes local. Unul este un sit arheologic aflat la 500 m vest de satul Stănișești în punctul „Cimitir”, unde s-au găsit urmele unei așezări eneolitice și ale unei așezări din Epoca Bronzului aparținând culturii Cucuteni. Celălalt monument, clasificat ca monument memorial sau funerar, este casa sculptorului George Apostu din satul Stănișești.

## Economie
În anul 2012, comuna Stănișești era cea mai săracă din județul Bacău.

## Personalități născute aici
- Ana-Maria Cătăuță (1985), deputat român.
- Alexandru Terziman (1894 - 1943), scriitor, jurnalist evreu;
- George Apostu (1934 - 1986), sculptor, stabilit ulterior în Franța.